# Magatzem
|  | Per a altres significats, vegeu «botiga d'autoservei». |

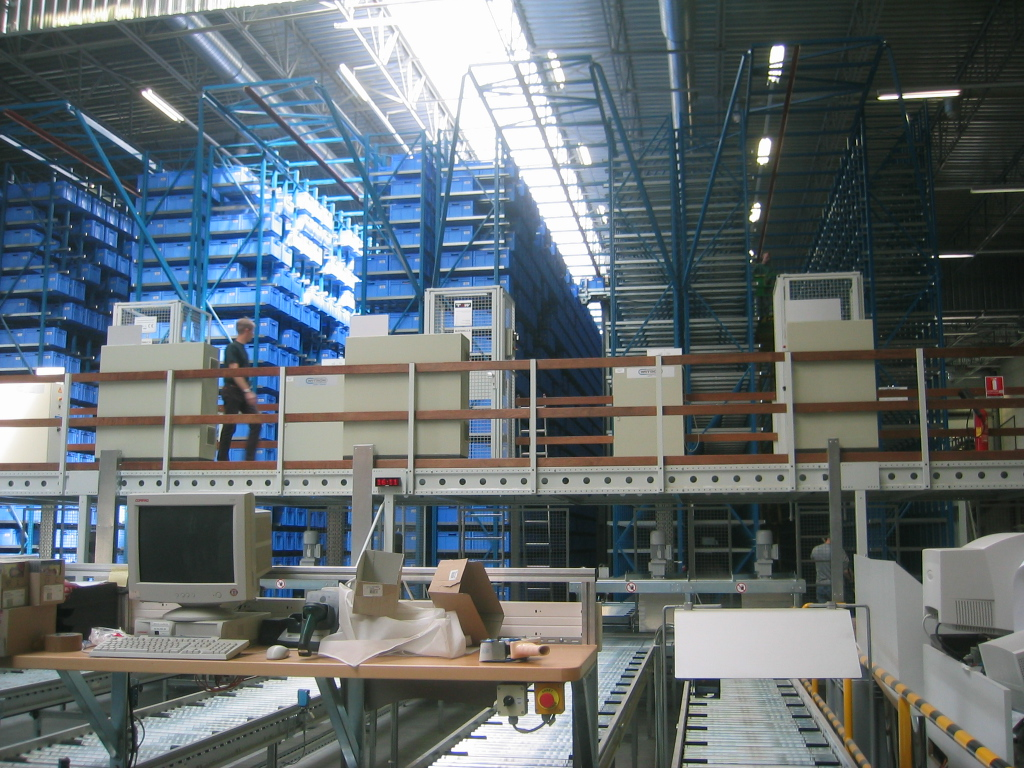
Magatzem de mercaderies

Un magatzem o almagatzem és un lloc o espai físic per dipositar-hi béns i tenir-ne cura. Els magatzems són usats per fabricants, importadors, exportadors, comerciants, transportistes, transitaris, guardamobles, duanes, particulars, etc.
En un magatzem es dipositen les primeres matèries, productes semiacabats o acabats, a l'espera de transferir-los a la següent baula de la cadena de subministrament o al rebuig. Es poden també trobar embalatges, peces de recanvi, peces de manteniment... segons decisions de l'empresa. Serveix com a centre regulador del flux de mercaderies entre la disponibilitat i la necessitat de fabricants, comerciants i consumidors.
Generalment són construccions grans i planes en les zones industrials, equipats amb molls de càrrega per carregar i descarregar camions, o algunes vegades són carregats directament de vies de tren, aeroports o ports marítims, així com amb material d'emmagatzematge, adaptat al producte i la seva rotació d'inventari, com prestatgeries, ponts grua, plataformes rotatòries, etc.

## Història
Els magatzems són gairebé tan antics com la història de la humanitat. Una persona, una família o una comunitat, ha de guardar estris i mercaderies per a disposar-ne més tard. És útil i convenient aprofitar una estança física que permeti el dipòsit segur de bens, protegint-los dels elements i dificultant el seu robatori.

### Prehistòria i història antiga

#### Magatzems de gra
Els graners d’Egipte, esmentats en la història de Josep fill de Jacob, són representatius de la necessitat dels grans imperis d’emmagatzemar cereals per a regular millor el seu consum. Graners i sitges són magatzems especialitzats. A la ciutat ibèrica d’Ullastret es conserven diverses sitges per a guardar gra.
Sense deixar el tema dels cereals, el proveiment de Roma permet estudiar els graners a Ostia (Horrea Epagathiana). Els graners de Galba (Horrea Galbae) ocupaven unes dimensions extraordinàries.

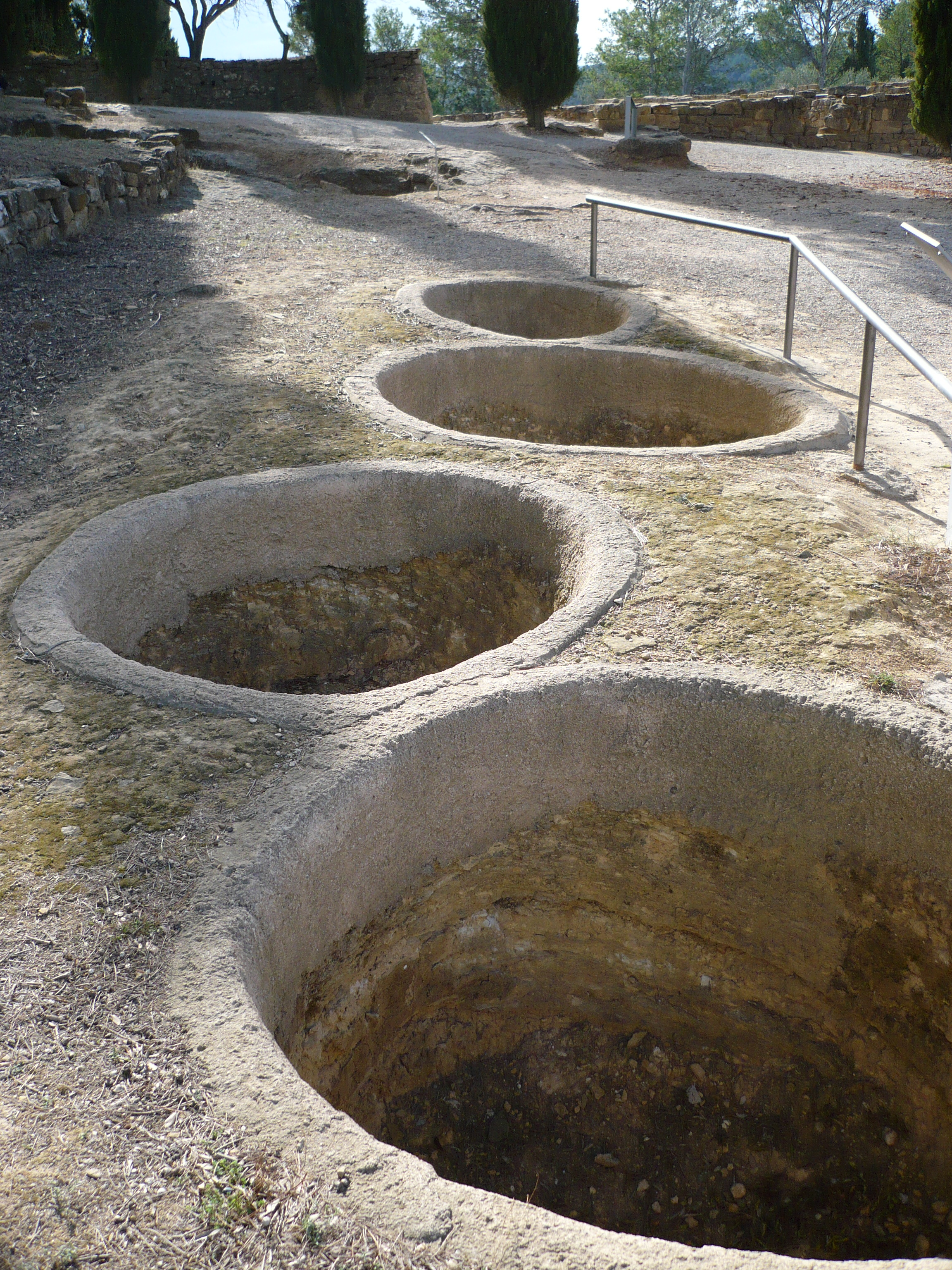
Sitges soterrades a Ullastret.
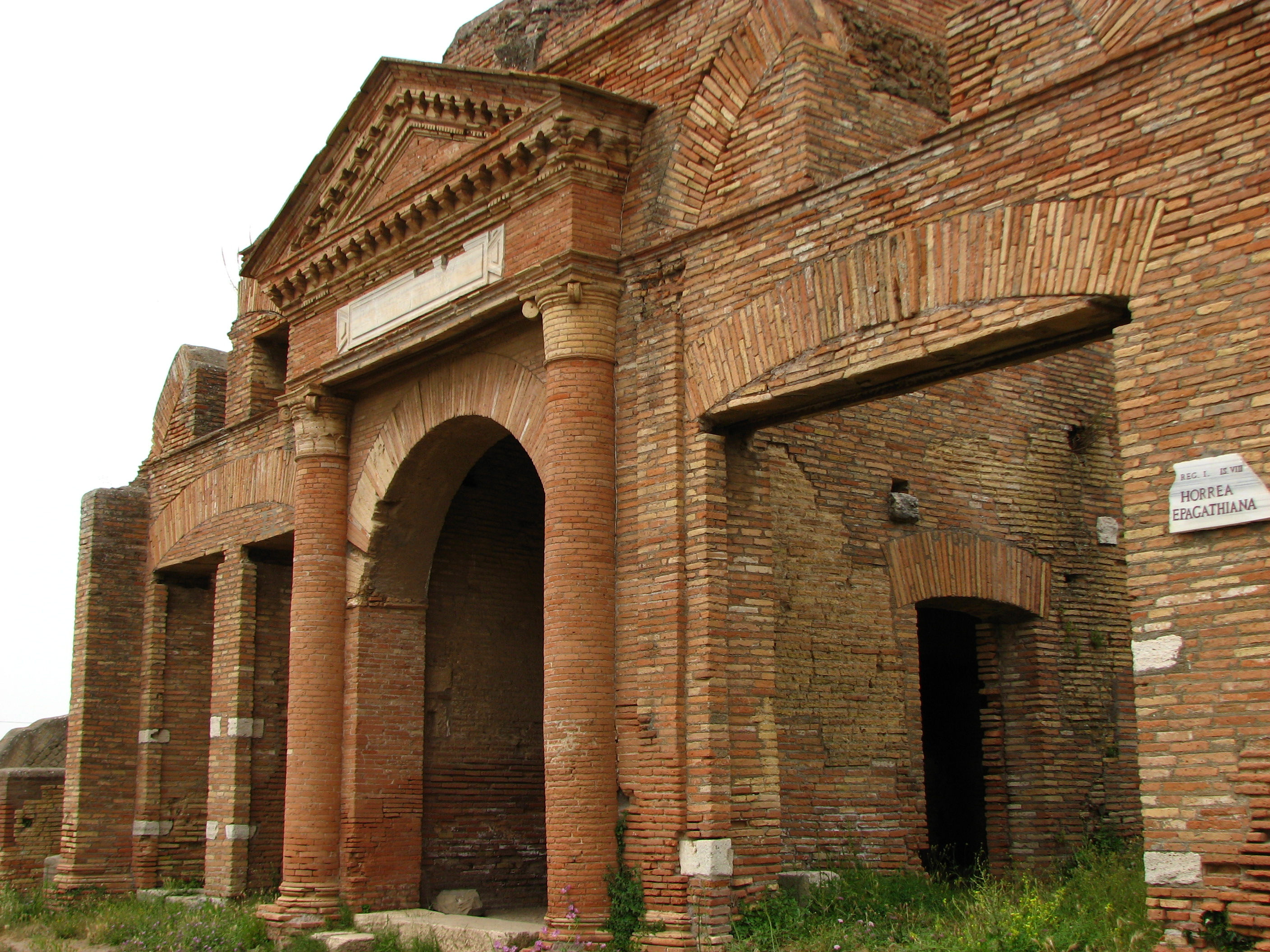
Graners a Ostia.

La necessitat de dur blat a Roma fou l'origen d'una frase famosa atribuïda a Pompeu en l'obra de Plutarc.
| « | Navigare necesse est. Vivere non est necesse. | » |
| — |                                               |   |

La protecció dels cereals dipositats en un graner, contra rates i ratolins, va afavorir la difusió dels gats a Egipte. I la seva estimació per part del poble.

### Ports i construcció naval
La navegació, militar i civil, està relacionada amb moltes menes de magatzems. La construcció de vaixells implica l’acumulació i el tractament de diversos materials que cal emmagatzemar i manipular (manutenció).

#### Fenicis
Els fenicis establiren un comerç marítim actiu per tota la Mediterrània. Les seves drassanes i les restes seus magatzems han estat estudiats.

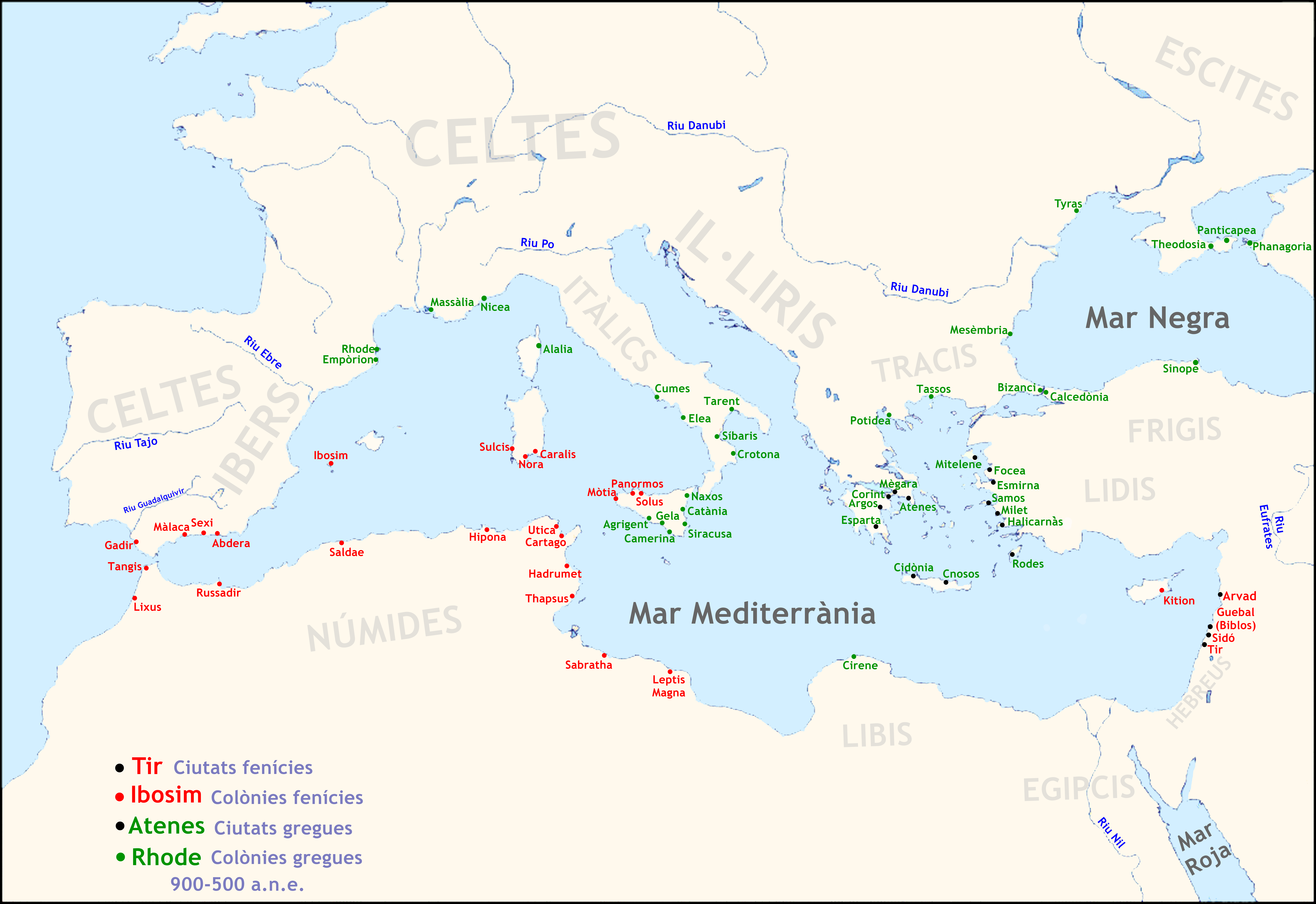
Colònies gregues i fenícies.
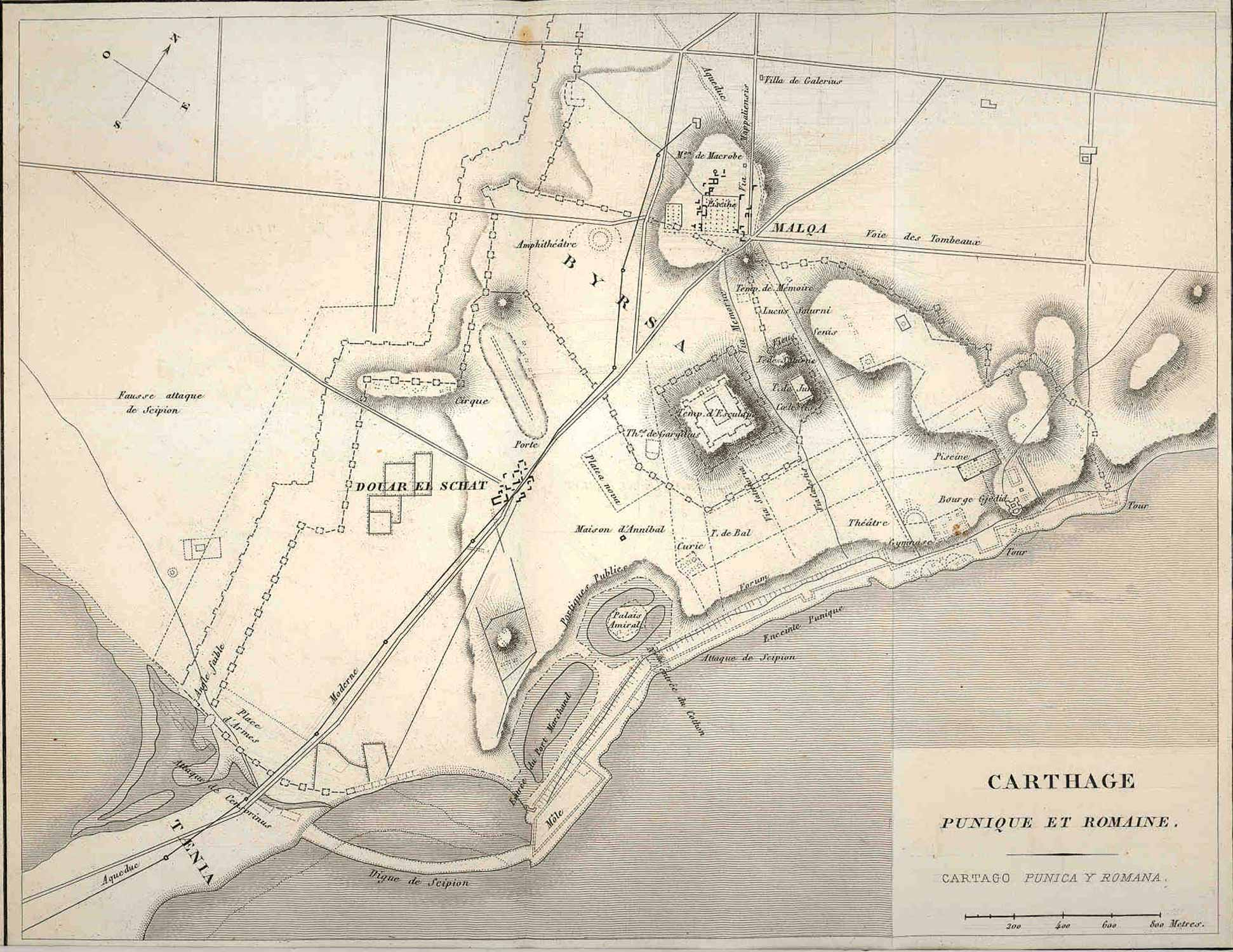
Mapa de Cartago.

#### Cretencs
La civilització minoica fou una talassocràcia. A més dels magatzems de les drassanes i el comerç naval, els magatzems dels seus palaus han estat considerats d’importància capital.

#### Atenes
La superioritat naval dels antics atenencs es basava en la construcció i manteniment de vaixells. Les drassanes cobertes i els magatzems formaven part d'aquesta política.

#### Cartaginesos
L'imperi cartaginès disposava de colònies i factories comercials. I drassanes per a construr vaixells. En tots els casos eren imprescindibles els magatzems adequats.

#### Romans
Les instal·lacions de Portus, estudiades parcialment, mostren magatzems importants.

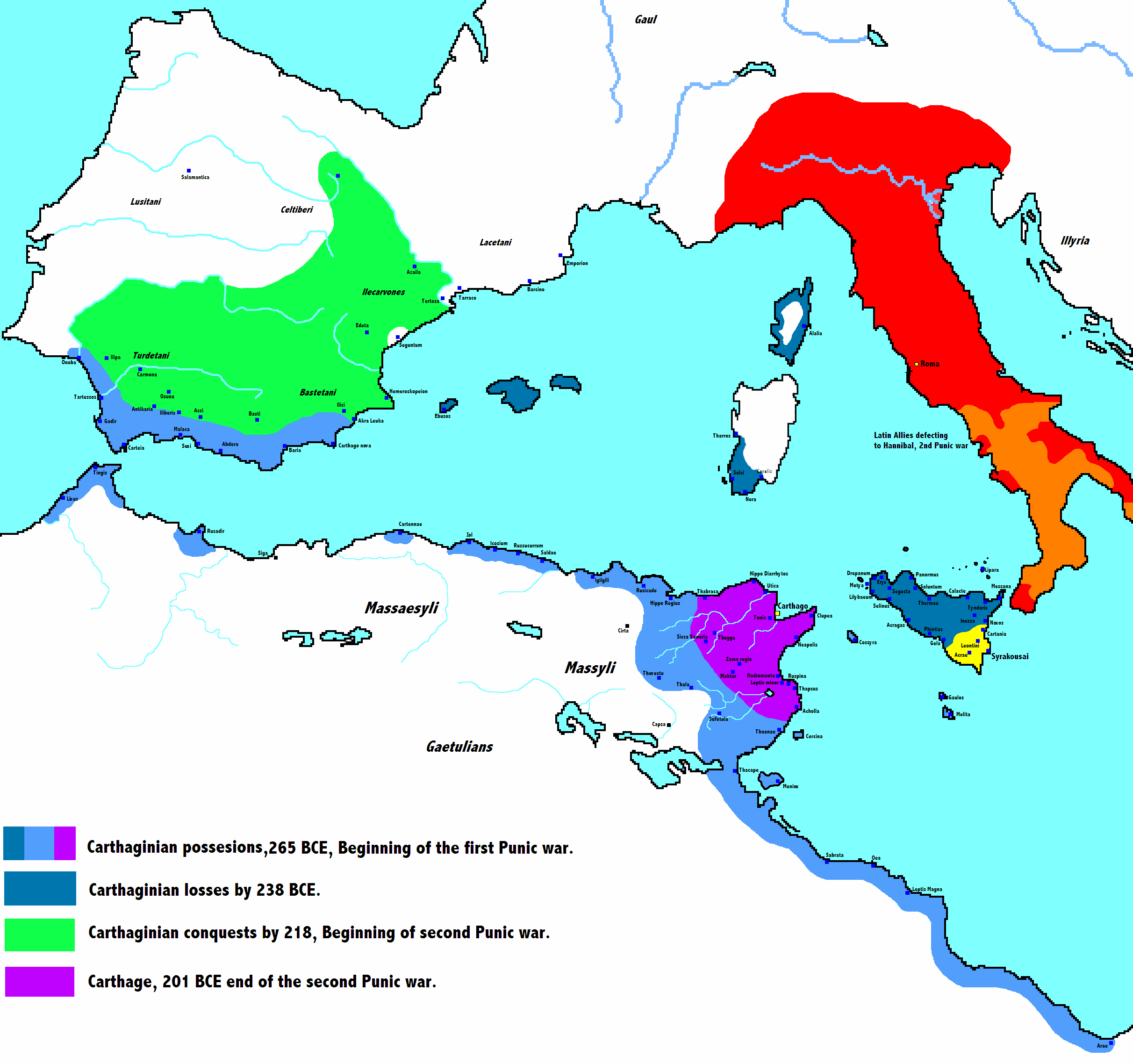
.
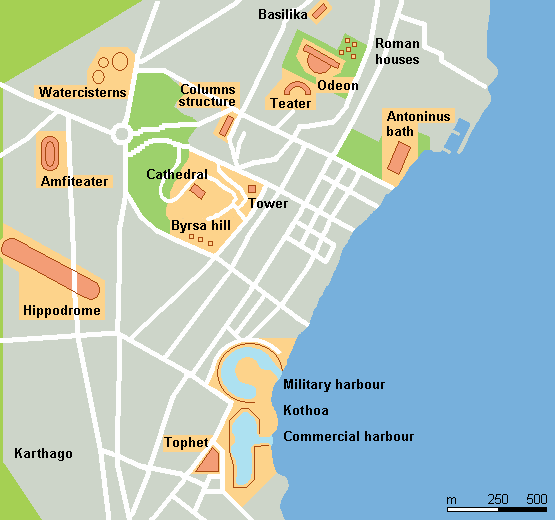
Cartago romana amb els dos ports grans existents a la ciutat.

## Època medieval
Totes les potències marítimes disposaven de drassanes i magatzems per a construir vaixells i comerciar amb mercaderies: Amalfi, Venècia, Gènova, Pisa, Barcelona, Tortosa, València, Mallorca, Nàpols, Palerm, Villeneuve sur Mer, ...
- L'Arsenale de Venècia és un cas prou conegut.[19]
- Drassanes de Mallorca amb els seus magatzems.

| «                                                              | ... el inventario que se hizo de la tarazana, que se encomendó á Antonio Pont á 28 de mayo de 1399 , . duado en el inismo libro . En este inventario se verá el riquísimo tren de la dárcena y de sus almagacenes, y verdaderamente pasma el leer tantos aparejos para la fabrica de los bajeles; y llegando á escribir las galeras que estaban varadas en el patio de la tarazana dice : Item , la galera apellàda la Victòria , enbancada de popa á proa , es de vint y nou bàncs, de sota entaulada ab sos peyòls... | » |
| — Historia general del reino de Mallorca, Juan Bautista Dameto | |   |

- Drassanes de Barcelona.[21][22]

## Casos particulars
En la definició general de magatzem (espai per a guardar temporalment bens o mercaderies) poden encabir-se algunes variants singulars.

### Cache de paranyer
Un cache de paranyer o cache de tramper, és un tipus d'amagatall temporal, utilitzat d'antuvi per pobles primitius, que fou utilitzat, entre d'altres, pels trampers del nord del continent americà amb la finalitat d'amagar-hi, dissimulant-los, els aliments per a tota la campanya, o bé emmagatzemar-hi les pells recollides preparant el viatge de tornada cap a la civilització, etc.. Aquest hàbit, derivat probablement de l'emmagatzematge animal, existia des del Neolític en les civilitzacions antigues de caçadors-recol·lectors, ras i curt, existia també entre els indis americans quan els trampers van arribar als seus campaments.

### Polvorí
Magatzem de pólvora i altres explosius. També anomenat santabàrbara.

## Material de manutenció

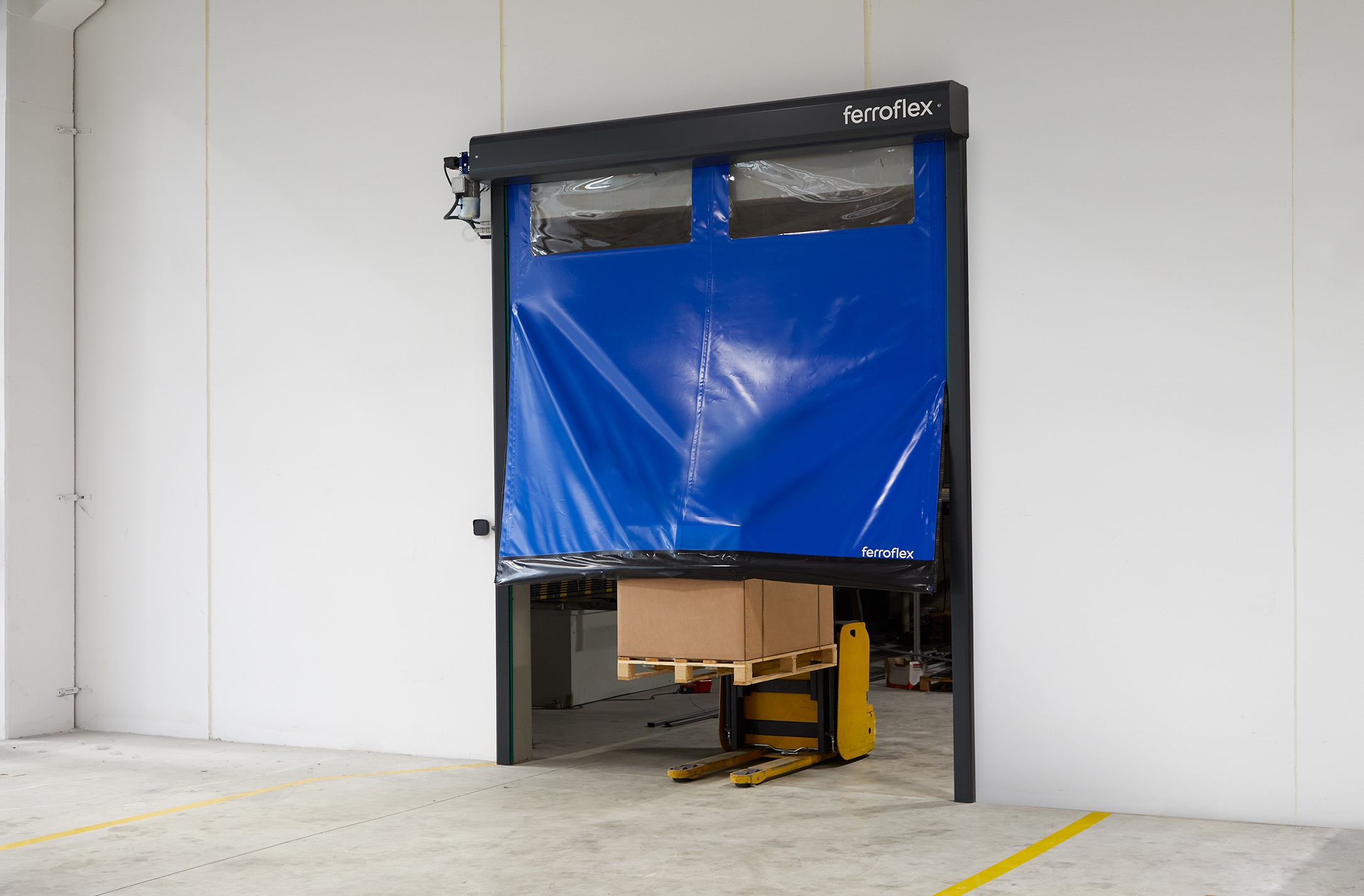
Maquinària travessa una porta automàtica en una nau industrial

Sovint disposen de carretons elevadors frontals, apiladors o portapalets per operar les mercaderies dipositades en palets estandarditzats. Segons el tipus de mercaderia emmagatzemada es pot trobar màquines més específiques com un pont grua o una grua.
Hi ha magatzems completament automatitzats, amb poc personal al seu interior. L'empresa fa l'estudi de costos entre emmagatzematge manual amb personal i el emmagatzematge amb maquinari, decidint en quina proporció li és més convenient cada tipus d'operació i tenint en compte les condicions de seguretat, de climatologia, de les hores d'operació, de si el producte a tenir cura té límits de vida útil, etc. En els magatzems totalment o parcialment automatitzats la manipulació de mercaderia es realitza amb màquines controlades per ordinadors amb el programari apropiat.
Aquest tipus de magatzems automatitzats, es poden utilitzar per a mercaderies de temperatura controlada en els quals la disponibilitat d'espai és menor a causa de l'alt cost que la refrigeració suposa per a l'empresa. També s'empren per a aquelles matèries o mercaderies que per la seva perillositat en la manipulació, o la seva elevada rotació de l'inventari rendibilitzen l'elevat cost que suposa la posada en marxa d'aquest tipus d'instal·lacions.
Els processos comuns d'un magatzem són la recepció, la col·locació a prestatgeria de paletització, la preparació de l'entrega, la tria (en anglès, picking), l'expedició (en anglès dispatching) i la gestió de l'estoc (inventaris.) Per la gestió d'un magatzem és necessari un sistema de gestió de magatzem. A les Normes ISO 9000 de Qualitat hi ha normativa per aquestos sistemes.

## Evolució
La reducció dels temps entre l'oferta i la demanda o la comanda i l'entrega de productes ha originat un canvi en l'operació dels magatzems tradicionals. S'ha elaborat una tècnica amb introducció gradual coneguda com a sistema JIT (de l'anglès Just In Time), que és un conjunt de tècniques dissenyades a millorar l'eficiència en operacions d'un negoci que redueix el temps d'emmagatzematge de primeres, productes semielaborats i productes acabats. Un exemple és l'entrega física de productes acabats, degudament empaquetats i identificats al mitjà de transport (normalment camions) directament des de la darrera etapa de la cadena de producció.
Malgrat això i de l'assessorament de consultores especialitzades, la distància física entre el fabricant i el consumidor ha crescut considerablement i cal un emmagatzematge per país o per regió en una cadena de subministrament per a una gamma particular de productes. Aquestes operacions habitualment es subcontracten a empreses especialitzades en logística.
L'objectiu primordial de les empreses que introdueixen un sistema de magatzems automatitzats en la seva cadena de subministrament és la reducció de costos en espais i temps. Per a això s'utilitzen tècniques d'enginyeria i operacions enfocades sobre aspectes vitals com la gestió de la informació i la comunicació (comandes, albarans, estocs, rotacions d'inventari), localització del o dels magatzems, distribució tant interna com externa de l'espai en aquests, elecció del tipus d'estructura d'emmagatzematge adequada, gestió eficaç dels recorreguts i manipulacions dins del magatzem, optimització de l'espai de càrrega en els diferents mitjans de transport, creació de rutes de transport per reduir desplaçaments o maximitzar la càrrega transportada i disseny de sistemes de gestió i administració àgils.